# Плешою (Лівезь, Вилча)
Плешою (рум. Pleșoiu) — село у повіті Вилча в Румунії. Входить до складу комуни Лівезь.
Село розташоване на відстані 184 км на захід від Бухареста, 50 км на південний захід від Римніку-Вилчі, 58 км на північ від Крайови.

## Населення
За даними перепису населення 2002 року у селі проживали 292 особи, усі — румуни. Усі жителі села рідною мовою назвали румунську.